# 尤里克·萨尔基相
尤里克·萨尔基相（1961年8月14日—），苏联、澳大利亚男子举重运动员。他曾代表苏联、澳大利亚参加1980年、1996年和2000年夏季奥林匹克运动会举重比赛，其中1980年夏季奥运会获得一枚银牌。